# Bahnhof Thonburi

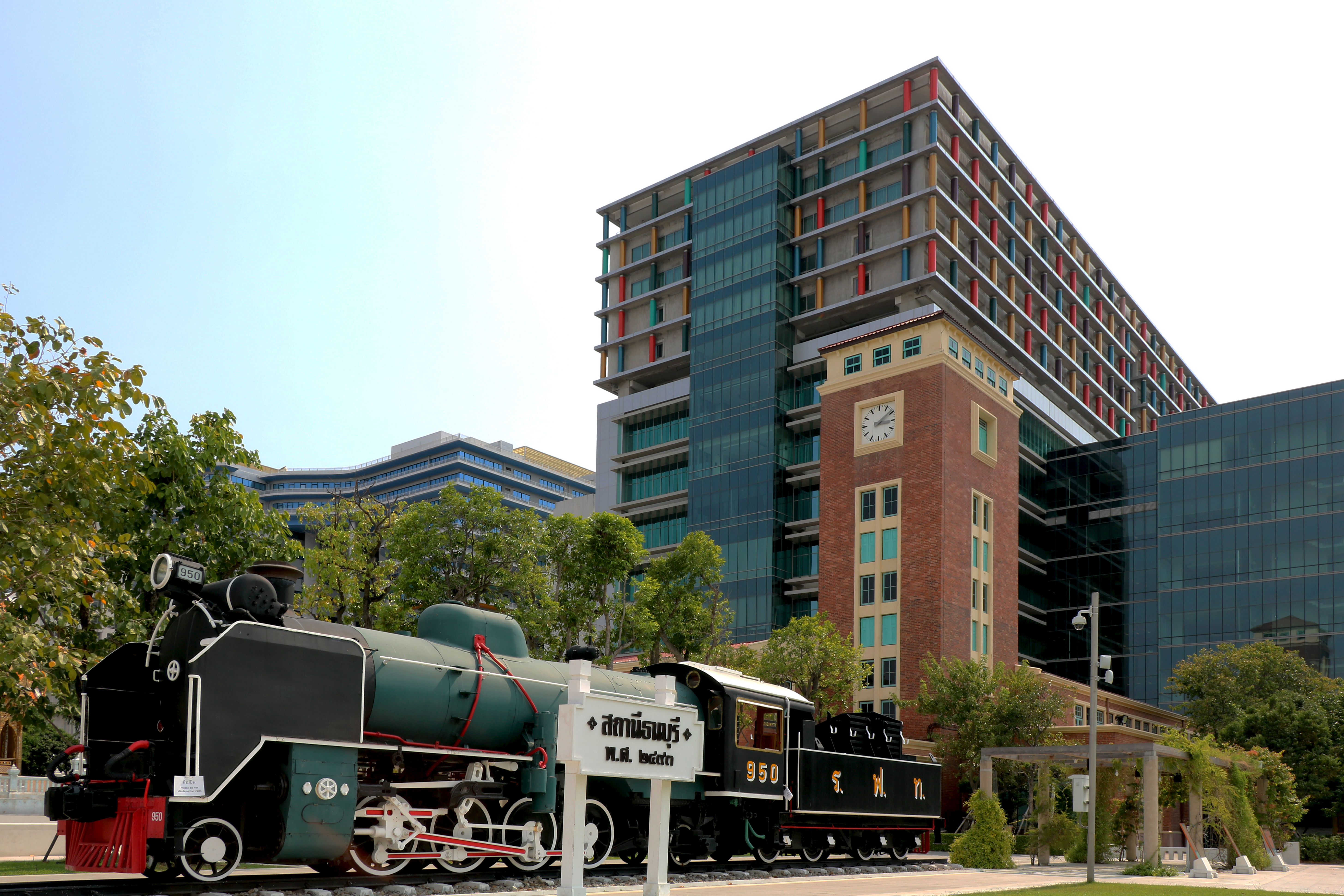
Der alte Bahnhof von Thonburi

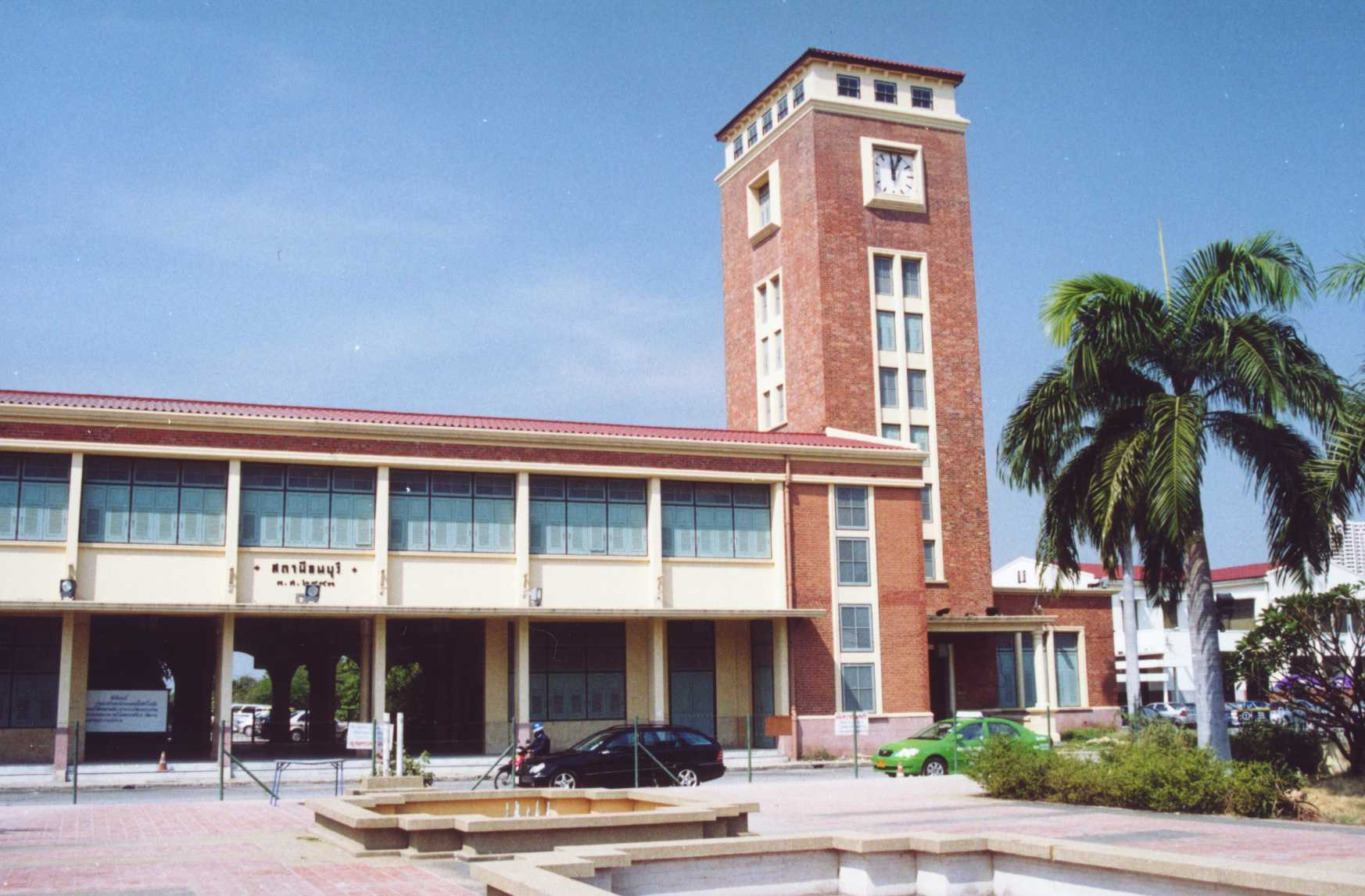
Der alte Bahnhof von Thonburi

Der Bahnhof Thonburi (auch: Thon Buri Railway Station, Thai: สถานีธนบุรี;) ist ein historisches Bahnhofsgebäude im Stadtteil Bangkok Noi von Bangkok, der Hauptstadt von Thailand.

## Lage
Der Bahnhof liegt neben dem Siriraj-Krankenhaus im Stadtteil Bangkok Noi, direkt am westlichen Ufer des Mae Nam Chao Phraya und am südlichen Ufer des Khlong Bangkok Noi, dort, wo er in den Chao Phraya mündet.

## Verkehr
Hier verkehrten die Züge in Richtung Westen und nach Südthailand. Der Bahnhof ist Ausgangspunkt für die Südbahn und die Thailand-Burma-Eisenbahn.
Der Bahnhof war für Fahrgäste nur schwer erreichbar, vom Zentrum Bangkoks nur mit einer Fähre über den Chao Phraya. Diese Fähre verkehrt tagsüber regelmäßig vom Anleger „Tha Phra Chan“ in der Nähe des Sanam Luang bis zum Eisenbahn-Anleger („Railway Pier“, Thai: ท่ารถไฟ – „Tha Rotfai“) auf der Thonburi-Seite. Heute können sich Fahrgäste mit bereitstehenden Songthaeos vom Anleger zum neuen Bahnhof bringen lassen.

## Geschichte
Der Bahnhof wurde 1900 von König Chulalongkorn (Rama V.) in Auftrag gegeben. Die hier ansässigen Moslems wurden umgesiedelt, und anstelle einer alten Moschee spendete der König auf dem gegenüber liegenden Ufer des Khlong Bangkok Yai ein Stück Land, worauf die neue Moschee „Masjid Ansar Al-Sunnah“ errichtet wurde.
Der Entwurf im Stil des Backsteinexpressionismus stammt vom deutschen Architekten Karl Döhring. Im Zweiten Weltkrieg wurde er von den Japanern als Nachschub-Basis benutzt und wurde daher auch zerstört. Nach dem Krieg ließ Feldmarschall Phibul Songkhram das Bahnhofsgebäude im gleichen Stil wieder errichten. 
Im Jahre 2003 wurde der eigentliche Bahnhof etwa einen Kilometer nach Westen zur Station „Bangkok Noi“ verlegt, die aber heute in „Thon Buri Station“ umbenannt wurde. Das alte Gebäude ist seitdem ungenutzt. Das freigewordene Bahngelände ist für die Erweiterung des Krankenhauses vorgesehen, das historische Bahnhofsgebäude soll in den Erweiterungsbau des Siriraj-Krankenhauses integriert werden.

## Sonstiges
Der stillgelegte Bahnhof diente 2003 im Film In 80 Tagen um die Welt von Jackie Chan als Kulisse für den fiktiven historischen Bahnhof von Agra.